# Цивилизм
Цивили́зм (от лат. civis — гражданин) — философско-правовая концепция постсоциалистического общественного строя, разработанная академиком РАН В. С. Нерсесянцем в конце 1980-х начале 1990-х гг. В основе концепции цивилизма лежит идея неотчуждаемого права на гражданскую (цивилитарную) собственность в постсоциалистическом обществе, которая является «идеальной долей каждого собственника в общей собственности всех граждан». 

Фактически владелец гражданской собственности будет получать лишь соответствующую его идеальной доле часть денежных доходов от объектов общей собственности. Эти денежные поступления на специальные счета каждого юридически можно обозначить как реальную долю владельца гражданской собственности, которой он может распоряжаться по своему усмотрению. Сама же гражданская собственность в виде идеальной доли по природе своей не может быть изъята из общей собственности и не может быть предметом какой-либо сделки. Она носит персонально определённый, неотчуждаемый характер и принадлежит гражданину от рождения до смерти. Будущие новые граждане (из числа тех, кто родится или получит гражданство по иным основаниям), как и все прежние граждане, будут иметь одинаковое право на равную гражданскую собственность… Такое равное право на одинаковую гражданскую собственность можно получить лишь после социализма — в правовой форме десоциализации уже наличной социалистической собственности.— Нерсесянц В.С.

Согласно концепции цивилизма, правовое преобразование отношений собственности будет означать переход к новому — посткапиталистическому и постсоциалистическому — общественному строю, в рамках которого диалектически снимется противоречие между капитализмом как строем, базирующимся на частной собственности, и социализмом как строем, основанным на коммунистической идее отрицания частной собственности. Нерсесянц считал, что идея цивилизма, диалектически снимающая пороки капитализма и социализма, может и должна стать национальной идеей России.
Концепция цивилизма не получила широкого признания в отечественной юридической литературе, в том числе и среди сторонников либертарно-юридической теории права (за исключением В. В. Лапаевой).